# Aldeia Galega da Merceana e Aldeia Gavinha
Aldeia Galega da Merceana e Aldeia Gavinha (llamada oficialmente União das Freguesias de Aldeia Galega da Merceana e Aldeia Gavinha) es una freguesia portuguesa del municipio de Alenquer, distrito de Lisboa.

## Historia
Fue creada el 28 de enero de 2013 en aplicación de una resolución de la Asamblea de la República de Portugal promulgada el 16 de enero de 2013 con la unión de las freguesias de Aldeia Galega da Merceana y Aldeia Gavinha, pasando a estar situada su sede en la antigua freguesia de Aldeia Galega da Merceana.

## Demografía
| Gráfica de evolución demográfica de Aldeia Galega da Merceana e Aldeia Gavinha entre 2011 y 2021 |
|                                                                                                  |
| Datos según el nomenclátor publicado por el INE portugués.                                       |